# تراسي مور
تراسي مور هي ممثلة كندية، ولدت في 17 يناير 1960 في كندا.

## وصلات خارجية
- تراسي مور على موقع IMDb (الإنجليزية)
- تراسي مور على موقع قاعدة بيانات برودواي على الإنترنت (الإنجليزية)
- تراسي مور على موقع قاعدة بيانات الفيلم (الإنجليزية)